# Kansas City Spurs 1969
Questa pagina raccoglie i dati riguardanti i Kansas City Spurs nelle competizioni ufficiali della stagione 1969.

## Stagione
Il magiaro János Bédl venne confermato alla guida degli Spurs, che rafforzò la rosa con i migliori giocatori provenienti dalle franchigie che avevano chiuso i battenti al termine della stagione precedente.
Gli Spurs vinsero il torneo piazzandosi al primo posto, grazie alla vittoria per 2-0 nell'ultima partita del campionato sui Baltimore Bays.
L'uruguaiano Cirilio Fernandez fu proclamato migliore giocatore del torneo mentre il tecnico Bédl venne eletto miglior allenatore.

## Organigramma societario
Area direttiva
- General Manager: John Tyler[1]

Area tecnica
- Allenatore: János Bédl

## Rosa
| N. |                        | Ruolo | Calciatore          |
| -- | ---------------------- | ----- | ------------------- |
| 2  | Stati Uniti (bandiera) | A     | Jim Benedek         |
| 3  | Ungheria (bandiera)    | C     | János Hanek         |
| 5  | Jugoslavia (bandiera)  | C     | Dragan Popović      |
| 6  | Ungheria (bandiera)    | D     | Tamás Krivitz       |
| 7  | Paesi Bassi (bandiera) | A     | Alphonsius Stoffels |
| 8  | Irlanda (bandiera)     | A     | Eric Barber         |
| 9  | Uruguay (bandiera)     | A     | Ademar Saccone      |
| 10 | Costa Rica (bandiera)  | A     | Édgar Marín         |
| 11 | Perù (bandiera)        | A     | Jorge Benítez       |

| N. |                        | Ruolo | Calciatore        |
| -- | ---------------------- | ----- | ----------------- |
| 12 | Germania (bandiera)    | A     | Manfred Seissler  |
| 13 | Costa Rica (bandiera)  | C     | William Quirós    |
| 16 | Ungheria (bandiera)    | D     | György Lipták     |
| 17 | Paesi Bassi (bandiera) | C     | Gerrit Borghuis   |
| 18 | Uruguay (bandiera)     | A     | Cirilio Fernandez |
| 19 | Jugoslavia (bandiera)  | D     | Mladen Vranković  |
|    | Uruguay (bandiera)     | P     | Leonel Conde      |
|    | Stati Uniti (bandiera) | P     | Sandy Feher       |
|    | Argentina (bandiera)   | P     | Romulo Tobards    |